# Il romanzo (film)
Il romanzo è un film muto italiano del 1913 diretto da Nino Martoglio.